# مطار هوبلي
مطار هوبلي هو مطار يقع في هوبلي، كارناتاكا، الهند.